# ديتر غريم
ديتر غريم (بالألمانية: Dieter Grimm)‏ (و. 1937  م) هو قاضي، وأستاذ جامعي ألماني، ولد في كاسل، هو عضوٌ في الأكاديمية الأمريكية للفنون والعلوم، وأكاديمية برلين براندنبورغ للعلوم.

## مناصب
تولى منصب قاضي لدى المحكمة الدستورية الألمانية ‏ (16 يوليو 1987–16 ديسمبر 1999)
.

## جوائز
حصل على جوائز منها:
- وسام الصليب الأكبر من رتبة استحقاق من جمهورية ألمانيا الاتحادية(1999)
- الدكتوراه الفخرية من جامعة تورنتو

## روابط خارجية
- ديتر غريم على موقع مونزينجر (الألمانية)